# 黒沢幸子
黒沢 幸子（くろさわ さちこ、1959年 - ）は、日本の臨床心理学者・臨床心理士。
専門は、臨床心理学、スクールカウンセリング、コミュニティ心理学。

## 経歴
- 上智大学大学院文学研究科教育学専攻心理学コース博士前期課程修了。
- 1995年 東京都スクールカウンセラー。
- 上智大学文学部心理学科兼任講師、立教大学大学院コミュニティ福祉研究科兼任講師、東京大学大学院医学系研究科客員研究員（精神保健学教室）などを歴任。
- KIDSカウンセリング・システム・チーフ・コンサルタント、駒澤大学大学院人文科学研究科心理学専攻非常勤講師、岐阜大学大学院教育学研究科学校教育専攻非常勤講師を兼任。
- 目白大学人間学部心理カウンセリング学科／目白大学大学院心理学研究科臨床心理学専攻 教授。

## 学会
- 日本心理臨床学会
- 日本教育心理学会
- 日本ブリーフサイコセラピー学会（理事）
- 日本学校心理学会
- 日本コミュニティ心理学会（理事）
- 日本精神衛生学会
- 日本産業精神保健学会
- 日本ピアサポート学会（理事）
- 日本カウンセリング学会

## 著作
- 『指導援助に役立つスクールカウンセリング・ワークブック』金子書房, 2002.9
- 『タイムマシン心理療法 未来・解決志向のブリーフセラピー』日本評論社, 2008.6
- 『やさしい思春期臨床 子と親を活かすレッスン』金剛出版, 2015.9
- 『未来・解決志向ブリーフセラピーへの招待 タイムマシン心理療法』日本評論社, 2022.7

### 共編著
- 『解決志向ブリーフセラピー 森・黒沢のワークショップで学ぶ』森俊夫共著. ほんの森出版, 2002.4
- 『チャートでわかるカウンセリング・テクニックで高める「教師力」 第2巻　気になる子と関わるカウンセリング』金山健共編 ぎょうせい, 2011.11
- 『ワークシートでブリーフセラピー 学校ですぐ使える解決志向&外在化の発想と技法』編著. ほんの森出版, 2012.7
- 『明解!スクールカウンセリング 読んですっきり理解編』森俊夫, 元永拓郎共著. 金子書房, 2013.8
- 『サポートグループ・アプローチ完全マニュアル 解決志向アプローチ + ピア・サポートでいじめ・不登校を解決!』八幡睦実共著. ほんの森出版, 2015.7
- 『心理療法の本質を語る ミルトン・エリクソンにはなれないけれど』 (森俊夫ブリーフセラピー文庫 1) 森俊夫共著. 遠見書房, 2015.9
- 『不登校・ひきこもりに効くブリーフセラピー』坂本真佐哉共編. 日本評論社, 2016.7
- 『効果的な心理面接のために サイコセラピーをめぐる対話集』 (森俊夫ブリーフセラピー文庫 2) 森俊夫,児島達美, 田中ひな子, 遠山宜哉, 西川公平,山田秀世, 吉川悟共著. 遠見書房, 2017.2
- 『解決志向のクラスづくり完全マニュアル チーム学校、みんなで目指す最高のクラス!』渡辺友香共著. ほんの森出版, 2017.7
- 『セラピストになるには 何も教えないことが教えていること』 (森俊夫ブリーフセラピー文庫 3) 森俊夫ほか共著. 遠見書房, 2018.1
- 『もっと臨床がうまくなりたい ふつうの精神科医がシステムズアプローチと解決志向ブリーフセラピーを学ぶ』宋大光,東豊共著. 遠見書房, 2021.4
- 『教師とSCのためのカウンセリング・テクニック 速解チャート付き 4　保護者とのよい関係を積極的につくるカウンセリング』神村栄一共編集 2022.1
- 『思春期のブリーフセラピー こころとからだの心理臨床』赤津玲子,木場律志共編. 日本評論社, 2022.9

翻訳
- スー・ヤング『学校で活かすいじめへの解決志向プログラム 個と集団の力を引き出す実践方法』監訳. 金子書房, 2012.3